# Gunung Pasir
Gunung Pasir fou un estat de Negeri Sembilan, fundat vers 1700 quan el cap local de Kampong Gunung Pasir (la capital) va agafar el títol de Pengkulu i es va reconèixer feudatari de Rembau. Es coneixen els noms dels seus governants però no les dates. Els noms són Meshit, Tuakal, Mantik, Budin, Malik, Uteh, Alam, Kandak, Pacoh (Mentadoh), Lahu, Muhammad Amin, Basir (vers 1920-1966?) i Shamsuddin bin Bahali (vers 1966?). Dins del modern districte de Rembau el sobirà conserva algunes funcions cerimonials delegades pel sobirà de Rembau.